# Nikita (nombre propio)
Nikita (en ruso Никита, pronunciación: nʲɪˈkʲitə) es un nombre propio masculino de origen eslavo oriental, relativamente común en ruso, bielorruso ( Mikita / Микита) y ucraniano (Mykyta / Микита), cuya variante en rumano es Nichita. Se trata de una adaptación fonética del nombre griego Nicetas (Νικήτας, "victorioso") derivada del nombre de san Nicetas, el godo.
En Occidente, desde finales del siglo XX, el nombre ha sido usado como femenino, en parte por la desinencia, pero sobre todo por la canción de Elton John: Nikita (1985), que interpela por error con ese nombre a una mujer, guardia fronteriza de la República Democrática de Alemania. En 1990 fue el título y el nombre de la protagonista femenina de una película de Luc Besson, lo que reforzó el error en Occidente con en el uso femenino del nombre.

## Nombre indio
En la onomástica india, existe el nombre femenino: Niketā (hindi: निकेता o Nikitā निकिता) que proviene del sánscrito nikita निकेत, es decir "casa, habitation; templo".